# Walter Mathä
Walter Mathä (* 25. September 1914 in Linz; † unbekannt) war ein österreichischer Boxer.
Nachdem er 1936 Österreichischer Meister im Bantamgewicht geworden war, nahm er noch im selben Jahr an den XI. Olympischen Spielen in Berlin teil, wo er im Achtelfinale gegen Stig Cederberg aus Schweden verlor und so Platz 9 erreichte.